# Тигельна проба
Тигельна проба — проба рідкого металу, зокрема, монетного металу, взята з тигля безпосередньо перед його розливом для контролю. Тигельні проби виливають з певної висоти у холодну воду, утворені таким чином дрібні металічні зернини використовуються для визначення проби. В разі відхилення від норми до сплаву додають певну кількість дорогоцінного металу або лігатури.